# Als 4 Vents
Als 4 Vents fou un segell discogràfic català. El va fundar l'any 1967 Àngel Fàbregues i Morlà amb l'objectiu de promoure la música folk en català. Va publicar diversos discos del Grup de Folk i de diferents membres que formaven part d'aquest grup, com ara Jaume Arnella, Albert Batiste, Xesco Boix, Falsterbo 3 i Jaume Sisa. Més endavant, en una segona etapa, feu servir els subsegells Diábolo i Apolo Records per publicar discos de Màquina! i Música Dispersa, Ia & Batiste i diferents grups de música progressiva.